# Queensland Open 2013 - Singolare femminile
Sabine Ellerbrock ha battuto in finale Jiske Griffioen con il punteggio di 6–3, 6–4.

## Teste di Serie
1. Sabine Ellerbrock (Campionessa)

1. Jiske Griffioen (finale)

## Tabellone

### Legenda
| - Q = Qualificato - WC = Wild card - LL = Lucky loser | - ALT = Alternate - SE = Special Exempt - PR = Protected Ranking | - w/o = Walkover - r = Ritirato - d = Squalificato |

|  | Quarti di finale | Quarti di finale | Quarti di finale | Quarti di finale | Quarti di finale |  |  | Semifinali | Semifinali   | Semifinali   | Semifinali      | Semifinali      |   |   | Finale | Finale            | Finale            | Finale | Finale |  |
|  |                  |                  |                  |                  |                  |  |  |            |              |              |                 |                 |   |   |        |                   |                   |        |        |  |
|  | 1                | S Ellerbrock     | S Ellerbrock     | S Ellerbrock     | S Ellerbrock     |  |  |            |              |              |                 |                 |   |   |        |                   |                   |        |        |  |
|  |                  | Bye              | Bye              | Bye              | Bye              |  |  | 1          | S Ellerbrock | S Ellerbrock | 6               | 6               |   |   |        |                   |                   |        |        |  |
|  | L Josevski       | L Josevski       | L Josevski       | 6                | 6                |  |  |            | L Josevski   | L Josevski   | 0               | 0               |   |   |        |                   |                   |        |        |  |
|  | S Calati         | S Calati         | S Calati         | 4                | 4                |  |  |            |              |              |                 |                 |   |   | 1      | Sabine Ellerbrock | Sabine Ellerbrock | 6      | 6      |  |
|  | J Manns          | J Manns          | J Manns          | 7                | 6                |  |  |            |              | 2            | Jiske Griffioen | Jiske Griffioen | 3 | 4 |        |                   |                   |        |        |  |
|  | L Edwards        | L Edwards        | L Edwards        | 5                | 1                |  |  |            | J Manns      | J Manns      | 1               | 0               |   |   |        |                   |                   |        |        |  |
|  |                  | J-Y Park         | J-Y Park         | 2                | 1                |  |  | 2          | J Griffioen  | J Griffioen  | 6               | 6               |   |   |        |                   |                   |        |        |  |
|  | 2                | J Griffioen      | J Griffioen      | 6                | 6                |  |  |            |              |              |                 |                 |   |   |        |                   |                   |        |        |  |